# Samah Jabr
Samah Jabr (en arabe : سماح جبر), née le 8 août 1976 à Jérusalem, est une psychiatre, psychothérapeute et auteure palestinienne.
Elle dirige depuis 2016 l'Unité de santé mentale du ministère palestinien de la Santé, et publie depuis les années 2000 des chroniques témoignant des conséquences psychiques de la vie sous l'occupation israélienne en Palestine. Inspirée par le psychiatre anticolonialiste Frantz Fanon, ses champs d'action et de réflexion incluent notamment les enjeux de santé mentale, le colonialisme et les droits humains universels. Elle est considérée comme l'une des meilleures expertes arabes dans son domaine.

## Biographie
Samah Jabr naît dans une famille jérusalémite le 8 août 1976. Elle obtient son diplôme de médecine générale à l'Université al-Qods de Jérusalem en 2001, au sein de la toute première promotion de la faculté de médecine. Elle se spécialise ensuite en psychiatrie en Europe, et notamment en France et au Royaume-Uni, ainsi qu'aux États-Unis, en recherche clinique. Elle se forme également à la psychothérapie auprès du Israel Psychoanalytic Institute de Jérusalem. Elle compte aujourd'hui parmi les vingt-deux psychiatres exerçant en Cisjordanie.

## Engagement professionnel

### Soigner
Aujourd'hui[évasif] responsable de l'Unité de santé mentale au ministère palestinien de la Santé, Samah Jabr est également directrice des affaires médicales pour la Palestine au sein de l'organisation Palestinian Medical Education Initiative (PMED). Parallèlement à ces responsabilités, elle poursuit sa pratique clinique de psychiatre et psychothérapeute, dans les secteurs public comme privé. Elle publie régulièrement dans des revues scientifiques palestiniennes comme internationales. Elle est ainsi l'auteure, avec la pédopsychiatre américaine Elizabeth Berger, de plusieurs études, parmi lesquelles un article traitant de la problématique du transfert/contretransfert dans le contexte israélo-palestinien, et un autre consacré à la survie et au bien-être du peuple palestinien sous l'occupation.

### Transmettre
Conjointement à son activité de médecin, Samah Jabr enseigne dans diverses universités palestiniennes et dirige les travaux d'étudiants à la George Washington University (Washington D.C.). Elle est membre du Centre for Science and Policy (Université de Cambridge). Elle est également consultante et formatrice, notamment auprès d'organisations internationales gouvernementales et non-gouvernementales telles que l'Office des Nations unies contre la drogue et le crime (ONUDC), Save the Children ou Médecins sans frontières (MSF).
Elle collabore par ailleurs bénévolement avec le Public Committee Against Torture in Israel (PCATI). A ce propos, elle déclare, dans le documentaire Derrière les fronts : Résistances et résiliences en Palestine, que l'objectif des rapports établis par l'ONG sur la base des témoignages de victimes — au-delà d'une hypothétique réparation judiciaire — est de faire savoir aux responsables d'actes de torture que leurs agissements sont connus, consignés et archivés, et pourront par conséquent leur être opposés.

### Témoigner
Médecin et formatrice, Samah Jabr témoigne également de la situation du peuple palestinien, aux niveaux local, régional et international. Elle intervient dans les médias arabophones sur des sujets tels que la santé mentale, les droits des personnes handicapées, la marginalisation et les abus. Elle est ainsi une invitée régulière de la radio palestinienne Nisaa FM et de la chaîne panarabe Al Araby.
À l'échelle internationale, Samah Jabr se fait connaître au cours de la décennie 2000 en publiant dans des magazines en ligne anglophones, parmi lesquels le Washington Report on Middle East Affairs et le Middle East Monitor. Ses chroniques explorent la manière dont « l'occupation israélienne n'est pas seulement une question politique, [mais] aussi un problème de santé mentale ».
Samah Jabr est régulièrement sollicitée par les réseaux de soutien au peuple palestinien — à l'instar des Amis de Jayyous, de l'Association France-Palestine Solidarité (AFPS) ou de l'Union juive française pour la paix (UJFP) — comme par diverses institutions académiques, telles que l'École des études orientales et africaines (SOAS, Londres), le Tavistock & Portman NHS Foundation Trust ou l'Institut de Recherche et d'Études Méditerranée Moyen-Orient (iReMMO). Ses interventions publiques sont l'occasion d'exposer la réalité de l'occupation israélienne, ses conséquences sur la santé mentale du peuple palestinien, ainsi que les enjeux globaux qui en résultent.
Selon la psychiatre, l'un de ces enjeux centraux — dans la lignée de Frantz Fanon — est qu'il ne saurait « y avoir de libération nationale sans libération des esprits. L'occupation ne se dirige pas uniquement contre la terre, mais également contre les êtres humains et contre leurs esprits. Une fausse libération peut être celle de la terre sans celle des esprits ».

## Prises de position

### Du suicide et du sacrifice
Samah Jabr distingue l'acte suicidaire, motivé par le désespoir, de l'acte de sacrifice, motivé par l'espoir.

« Les actes suicidaires sont souvent égocentriques : c'est l'étincelle de vie individuelle qui a perdu son sens, en termes interpersonnels. Par contraste, il se peut que la personne qui se sacrifie, y compris sur le chemin de la mort, soit emplie d'espoir — peut-être même trop, finalement. L'acte d'abnégation implique souvent un dévouement envers les autres et un désir profond d'améliorer leurs opportunités futures. Celles et ceux qui se sacrifient espèrent anéantir leur propre âme en apportant de la lumière aux autres, et ainsi éclairer pour eux le chemin à suivre. »

### Du privilège colonial
Les chroniques de SamahJabr décrivent la dynamique de domination propre à toute situation coloniale. Déconstruisant les discours mettant sur un pied d'égalité les expériences palestiniennes et israéliennes, elle démontre l'asymétrie fondamentale de la réalité coloniale.
En décembre 2017, elle interpelle par exemple l'Association internationale pour la psychanalyse et la psychothérapie relationnelles (IARPP) afin que l'organisation modifie le lieu de sa conférence annuelle de 2019, Tel Aviv. Elle estime en effet que la tenue d'évènements internationaux de ce type « protège Israël contre l'exposition publique de ses atrocités ». La direction n'entend pas ses arguments.

« Au sens strict, nous ne sommes pas une organisation politique, affirme la direction de l'IARPP, s'octroyant ainsi le luxe de dissocier son expérience psychologique et l'occupation, tout en savourant les privilèges de cette même occupation. Pour les Palestiniens, un tel luxe n'existe pas. L'occupation – qui nous prive de nos proches, espionne nos relations privées, nous met à nu, vole des années de nos vies, abime notre santé et nous confronte à un chagrin et à une humiliation continus – est en tout point très personnelle et très psychologique. Seuls ceux qui se placent du côté des puissants s'empressent d'ignorer la relation dialectique entre le psychologique et le politique. »

Face à la position de l'IARPP, une pétition est initiée, avec le soutien de l'association juive américaine Jewish Voice for Peace (JVP). Un groupe de professionnels de santé mentale palestiniens et citoyens d'Israël interpelle directement l'IARPP, de même qu'une trentaine de membres de l'association professionnelle israélienne Psychoactive - Mental Health Professionals for Human Rights (en hébreu : פסיכואקטיב - אנשי ונשות בריאות הנפש למען זכויות אדם) ,

### De l'éthique de responsabilité
La Dr Jabr promeut une éthique de responsabilité, au sein de sa profession et du champ global de la santé mentale, opérant un lien entre travail thérapeutique et engagement politique.
C'est ainsi qu'en novembre 2015, elle lance, dans le cadre du UK/USA Palestine Mental Health Network, un appel aux professionnels de santé mentale à se positionner en soutien au peuple palestinien. Elle y souligne que la mission de tout professionnel de santé mentale est non seulement de « promouvoir l'intégrité de l'individu »,  mais que « les conditions requises pour cela sont la justice sociale et la jouissance de droits humains universels ».

« Nous appelons les professionnels de la santé mentale à s'engager dans une solidarité socio-politique avec le peuple de Palestine, en tant que position thérapeutique. Nous consacrer à cette tâche alors que l'occupation se poursuit nous apportera les éléments dont nous aurons besoin à l'avenir, en tant que facilitateurs impliqués dans le processus de réconciliation. Poser la base d'une implication en temps de crise nous prépare à participer à une résolution de cette crise qui assurera une réparation authentique, la justice, et la plénitude des droits civils pour le peuple de Palestine. »

## Reconnaissance internationale

### Distinctions
Samah Jabr a bénéficié, tout au long de son parcours, du soutien d'un certain nombre d'institutions. Elle a notamment été récompensée par un Howard Hughes Medical Institute Award en 1998, pour un travail de recherche en biochimie. En 1999, elle participe au programme Women in Science and Engineering  (WiSE) de l'Université de l'Iowa, et reçoit une bourse de la Dubai Harvard Foundation for Medical Research (DHFMR) en 2014. Elle est membre du Centre for Science and Policy (université de Cambridge).
Elle a été récompensée pour ses écrits comme pour son travail global. Elle a ainsi reçu le Media Monitors Network's Award en 2001, pour ses articles consacrés à la deuxième intifada[réf. souhaitée].

### Derrière les fronts; un film et un livre
Samah Jabr est le personnage principal du documentaire Derrière les fronts : Résistances et résiliences en Palestine (Alexandra Dols, 2017). Ce film a notamment reçu le Sunbird Award du meilleur documentaire au Festival palestinien Days of Cinema.
L'ouvrage Derrière les fronts : Chroniques d'une psychiatre psychothérapeute palestinienne sous occupation (PMN Éditions et Hybrid Pulse, 2018), rassemble par ailleurs une sélection de ses chroniques traduites en français. Le Monde diplomatique, dans sa recension, résume : « Forte de ses observations cliniques et nourrie des réflexions de Frantz Fanon, Jabr donne à voir l'étendue des pathologies qui affectent les individus et menacent la cohésion sociale, conséquences directes du « règne de l'absurde meurtrier » imposé par la puissance occupante ».
La psychiatre y explicite notamment le concept de « sumoud » (en arabe : صمود), à la fois proche et distinct du concept de résilience — popularisé en France par Boris Cyrulnik. Elle précise ainsi que ce terme est employé par les Palestiniens dès leur résistance à l'occupation britannique. Décrivant la résilience comme un concept « orienté vers un état d'esprit », elle ajoute que le sumoud implique non seulement cet état d'esprit, mais également « une orientation vers l'action » ; il s'agit en effet « de maintenir une attitude de défi résolue face à l'assujettissement et à l'occupation ». La dimension collective y est par ailleurs essentielle : « le sumoud signifie le maintien [...] de la solidarité morale et sociale ».

### Hommages
Le travail comme la personnalité de Samah Jabr font l'objet d'une large reconnaissance internationale, qui dépasse le champ de la psychiatrie, et émane notamment de personnalités intellectuelles et artistiques. Ainsi, selon Dominique Vidal, historien et journaliste spécialiste du Moyen-Orient, ancien rédacteur en chef adjoint du Monde diplomatique, « c'est une personnalité exceptionnelle qu'Alexandra Dols nous révèle : celle de la docteure Samah Jabr [...]. Tout, chez elle, le confirme : son regard direct, sa parole claire, sa pensée radicale ». « La Palestine a un avenir, et l'un des visages de cet avenir est celui de Samah Jabr ».
Pour Youssef Seddik, intellectuel tunisien, « Samah Jabr, à chacun de ses récits, nous livre une espérance en ce peuple de Palestine, dont certains ne s'abîment ou ne meurent que pour maintenir vive la flamme de la liberté ».
Quant à Ken Loach, réalisateur britannique salué par la critique internationale, il affirme que « la Dr Samah Jabr est une femme sage et réfléchie. Elle analyse la manière dont le peuple palestinien subit les effets subtils mais dévastateurs d'une occupation brutale qui dure depuis des années. Le film d'Alexandra Dols nous fait partager sa vision — généreuse, humaine et profondément troublante. S'il-vous-plaît, voyez ce film ».

### Livres
- Samah Jabr (traduction Judith Lefebvre), Derrière les fronts : Chroniques d'une psychiatre psychothérapeute palestinienne sous occupation, PMN Éditions & Hybrid Pulse, 2018  (ISBN 978-2-9559-1743-5), 160 pages.

### Documentaires
Outre Derrière les fronts: Résistances et résiliences en Palestine, Samah Jabr apparaît dans deux autres documentaires.
Dans Afterward (2018), Ofra Bloch, psychanalyste née à Jérusalem et basée à New York, met en lumière les tensions existant entre le génocide des Juifs d'Europe et l'expulsion des Palestiniens de leur terre en 1948 — appelée la Nakba —, et explore ses propres sentiments sur cette problématique.
Dans Fanon, hier, aujourd'hui (2018), le réalisateur Franco-Algérien Hassane Mezine explore la vie et l'héritage de Franz Fanon, au travers d'entretiens avec des personnes de divers pays engagées contre l'injustice, hier et aujourd'hui.

### Entretiens écrits
- Palestine. L'occupation s'infiltre dans la vie intime des gens, L'Humanité, par Pierre Barbancey, 16 juin 2018
- Palestine : derrière les fronts. Entretien avec le Dr Samah Jabr, Contretemps, par Selim Nadi, 16 mai 2018
- Un film et un livre racontent le quotidien de Samah Jabr, une psychiatre en Palestine, TV5 Monde, par Nadia Bouchenni, 4 avril 2018
- Dr Samah Jabr : « La résistance en Palestine est aussi une résilience », Middle East Eye, par Hassina Mechaï, 11 janvier 2018
- Israël casse la solidarité et la cohésion des Palestiniens, Siné Mensuel, Décembre 2017
- Être une femme en Palestine – interview de la psychiatre Samah Jabr, Femmes plurielles, par Marie-Anaïs Simon, 6 juillet 2017

### Entretiens audio
- Rencontre avec le Dr Samah Jabr, Cases rebelles, septembre 2018
- Samah Jabr, psychiatre en Palestine, Medi1, avec Mounia Belarbi, 14 juin 2018

### Entretiens vidéo
- La Palestine vue par une psy, iReMMO, avec Dominique Vidal, 19 juin 2018
- Derrière les Fronts, entretien avec le Dr Samah Jabr, Paroles d'honneur, avec Sherine Soliman, 11 juin 2018
- Femmes de Palestine - interview de Samah Jabr, Plateforme des ONG françaises pour la Palestine, réalisé par Alexandra Dols, une coproduction Hybrid Pulse et Northern Women for Palestine, 8 mars 2016